# Diana (gudinde)
 For alternative betydninger, se Diana. (Se også artikler, som begynder med Diana)
Diana er den romerske jagtgudinde, forbundet med vilde dyr og skove. Datter af Jupiter og Latona og tvillingesøster til Apollo. Hun var også månens gudinde og et symbol på kyskhed. Hun pristes for sin styrke, atletiske ynde, skønhed og færdighed indenfor jagt.
Hun er meget lig den græske gudinde Artemis og den etruskiske gudinde Artume.
Diana blev tilbedt i et tempel på Aventinerhøjen, hovedsageligt af underklassen. Slaverne kunne få asyl i hendes templer. Hun blev tilbedt og fejret på en festival 13. august.